# Le Lion malade et le Renard
Le Lion malade et le Renard est la quatorzième fable du livre VI de Jean de La Fontaine situé dans le premier recueil des Fables de La Fontaine, édité pour la première fois en 1668. La fable le Lion et le Renard a été transformée en histoire par les arabes.

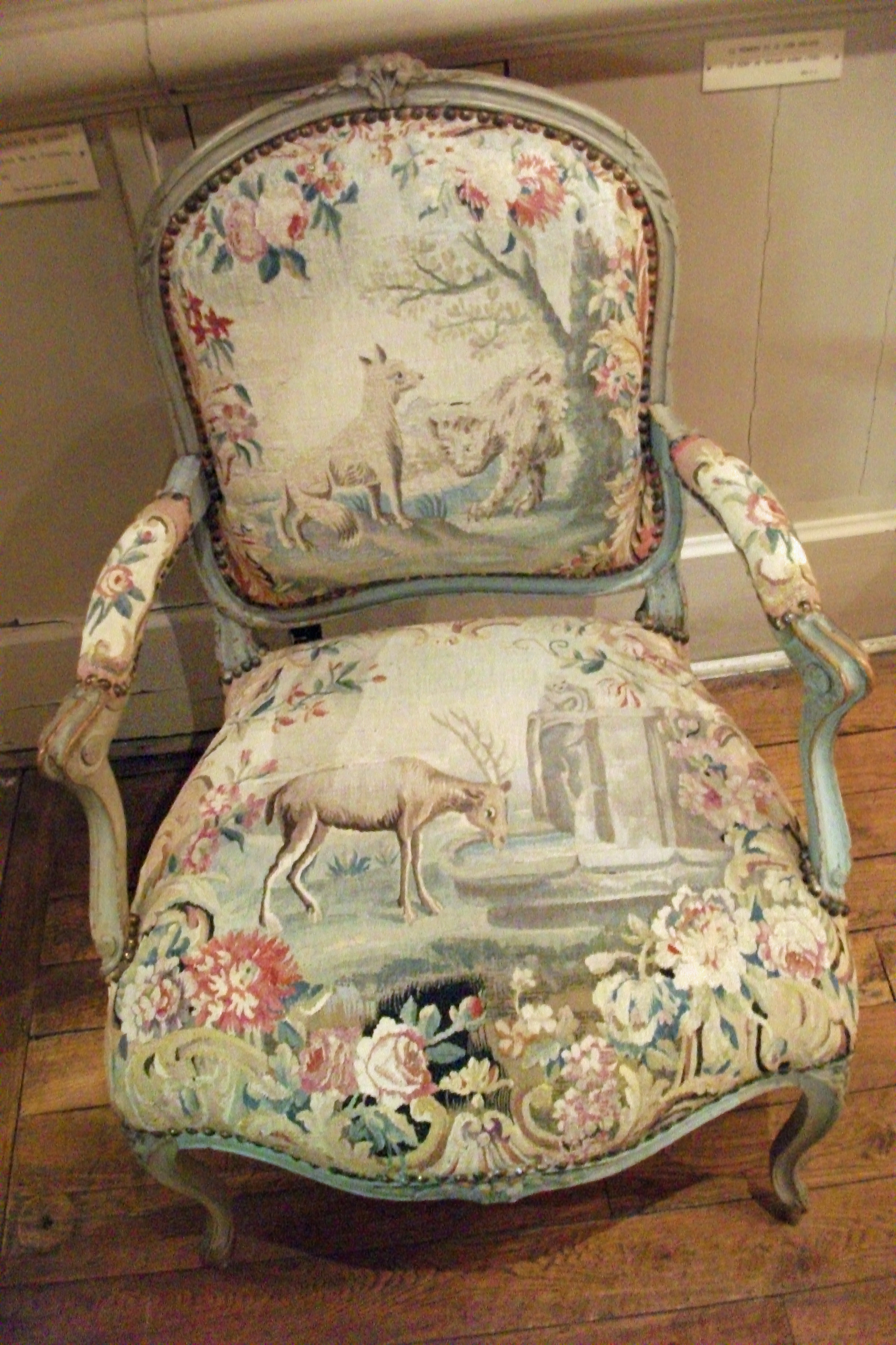
le renard et le lion malade en tapisserie sur le dossier du fauteuil Louis XV de Sarry (Marne).

De par le Roi des Animaux,

            Qui dans son antre était malade,

            Fut fait savoir à ses Vassaux

            Que chaque espèce en ambassade

            Envoyât gens le visiter :

            Sous promesse de bien traiter

            Les Députés, eux et leur suite,

            Foi de Lion, très bien écrite,

            Bon passeport contre la dent ;

            Contre la griffe tout autant.

            L'édit du Prince s'exécute :

            De chaque espèce on lui députe. 

            Les Renards gardant la maison,

            Un d'eux en dit cette raison :

            Les pas empreints sur la poussière

Par ceux qui s'en vont faire au malade leur cour,

Tous, sans exception, regardent sa tanière ;

            Pas un ne marque de retour.

            Cela nous met en méfiance.

            Que Sa Majesté nous dispense :

            Grand merci de son passeport .

            Je le crois bon; mais dans cet antre

            Je vois fort bien comme l'on entre,

            Et ne vois pas comme on en sort.
— Jean de La Fontaine, Fables de La Fontaine, Le Lion malade et le Renard